# Cantone di Gournay-en-Bray
Il Cantone di Gournay-en-Bray è una divisione amministrativa degli arrondissement di Dieppe e di Rouen.
A seguito della riforma complessiva dei cantoni del 2014 è passato da 16 a 67 comuni.

## Composizione
Prima della riforma del 2014 comprendeva i comuni di:
- Avesnes-en-Bray
- Bézancourt
- Bosc-Hyons
- Brémontier-Merval
- Cuy-Saint-Fiacre
- Dampierre-en-Bray
- Doudeauville
- Elbeuf-en-Bray
- Ernemont-la-Villette
- Ferrières-en-Bray
- Gancourt-Saint-Étienne
- Gournay-en-Bray
- Ménerval
- Molagnies
- Montroty
- Neuf-Marché

Dal 2015 comprende i comuni di:
- Argueil
- Aubéguimont
- Aumale
- Avesnes-en-Bray
- Beaubec-la-Rosière
- Beaussault
- Beauvoir-en-Lyons
- La Bellière
- Bézancourt
- Bosc-Hyons
- Brémontier-Merval
- Le Caule-Sainte-Beuve
- La Chapelle-Saint-Ouen
- Compainville
- Conteville
- Criquiers
- Croisy-sur-Andelle
- Cuy-Saint-Fiacre
- Dampierre-en-Bray
- Doudeauville
- Elbeuf-en-Bray
- Ellecourt
- Ernemont-la-Villette
- Ferrières-en-Bray
- La Ferté-Saint-Samson
- La Feuillie
- Forges-les-Eaux
- Le Fossé
- Fry
- Gaillefontaine
- Gancourt-Saint-Étienne
- Gournay-en-Bray
- Grumesnil
- La Hallotière
- Haucourt
- Haudricourt
- Haussez
- La Haye
- Le Héron
- Hodeng-Hodenger
- Illois
- Landes-Vieilles-et-Neuves
- Longmesnil
- Marques
- Mauquenchy
- Ménerval
- Mésangueville
- Le Mesnil-Lieubray
- Mesnil-Mauger
- Molagnies
- Montroty
- Morienne
- Morville-sur-Andelle
- Neuf-Marché
- Nolléval
- Nullemont
- Pommereux
- Richemont
- Roncherolles-en-Bray
- Ronchois
- Rouvray-Catillon
- Saint-Michel-d'Halescourt
- Saumont-la-Poterie
- Serqueux
- Sigy-en-Bray
- Le Thil-Riberpré
- Vieux-Rouen-sur-Bresle